# Marktkirche (Bad Bergzabern)

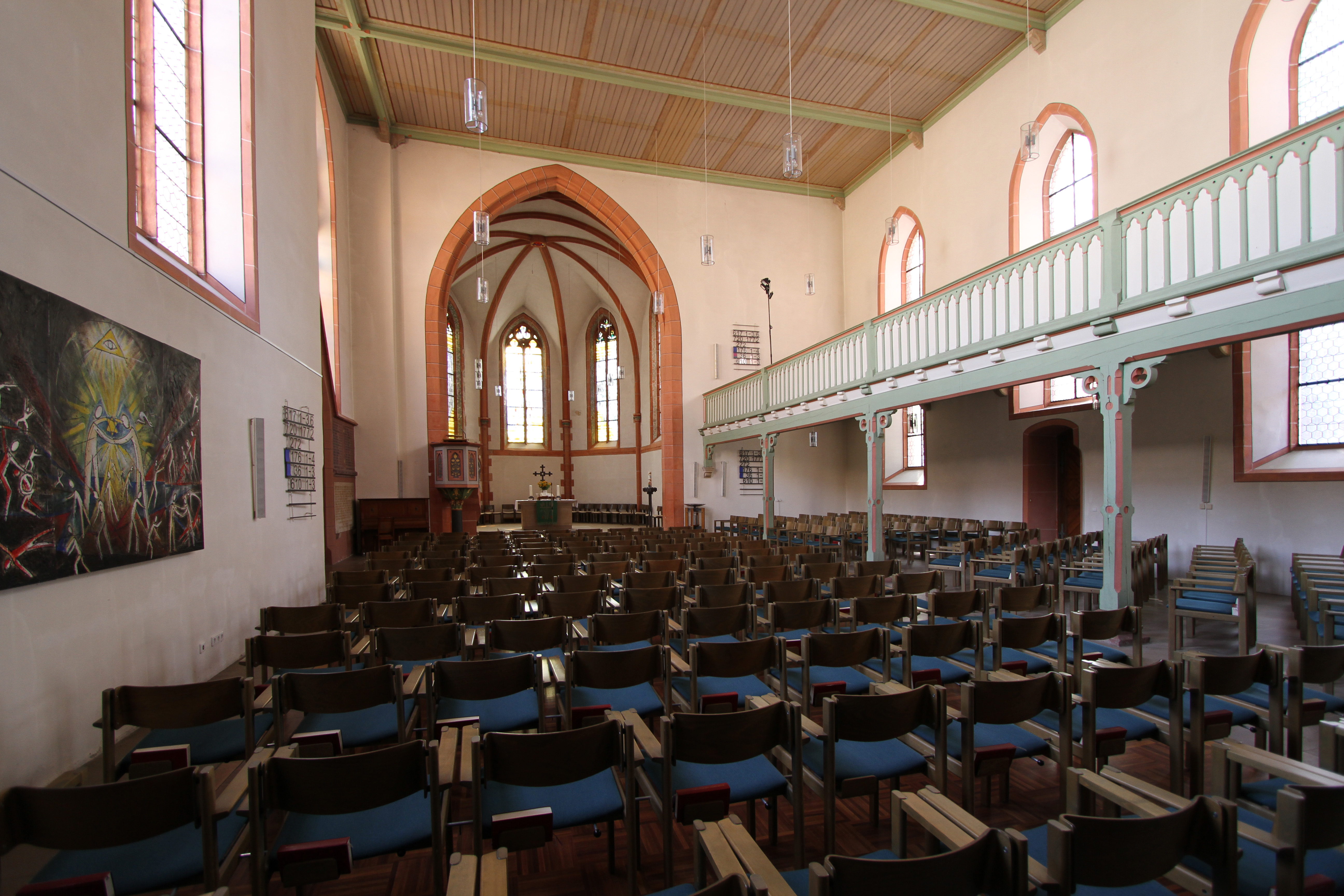
Innenraum

Die Marktkirche ist neben der Bergkirche eine von zwei protestantischen Kirchen in Bad Bergzabern. Sie gehört zur Evangelischen Kirche der Pfalz und steht unter Denkmalschutz.

## Lage
Die Kirche befindet sich im Stadtzentrum von Bad Bergzabern in der Marktstraße und trägt die Hausnummern 16 sowie 18. Unmittelbar westlich angebaut ist das Zinnfigurenmuseum.

## Geschichte
Seit 1532 ist die Kirche protestantisch. Von 1686 bis 1879 fungierte sie als Simultankirche. Ihr derzeitiges Erscheinungsbild erhielt sie im Zuge eines Umbaus, der von 1895 bis 1897 stattfand.

## Architektur
Bei der Kirche handelt es sich um einen im Laufe der Jahrhunderte mehrfach veränderten, im Kern mittelalterlichen Bau, der im Zeitraum von 1321 bis 1336 entstand. Er verfügt über einen separaten Glockenturm mit der Adresse Marktstraße 18. Im Unterbau ist der Stadtmauerturm aus dem 14. Jahrhundert integriert. Die Barockhaube stammt aus dem Jahr 1772.

## Orgel
In den Jahren 1707 und 1708 baute Johann Friedrich Macrander eine Orgel, die in der Kirche untergebracht war und die 1754/55 umgebaut wurde. 1897 wurde sie ersetzt. Seit 1991 beherbergt sie eine von Gerhard Kuhn Orgelbau errichtete Truhenorgel.